# Matthias Augustin (Theologe)

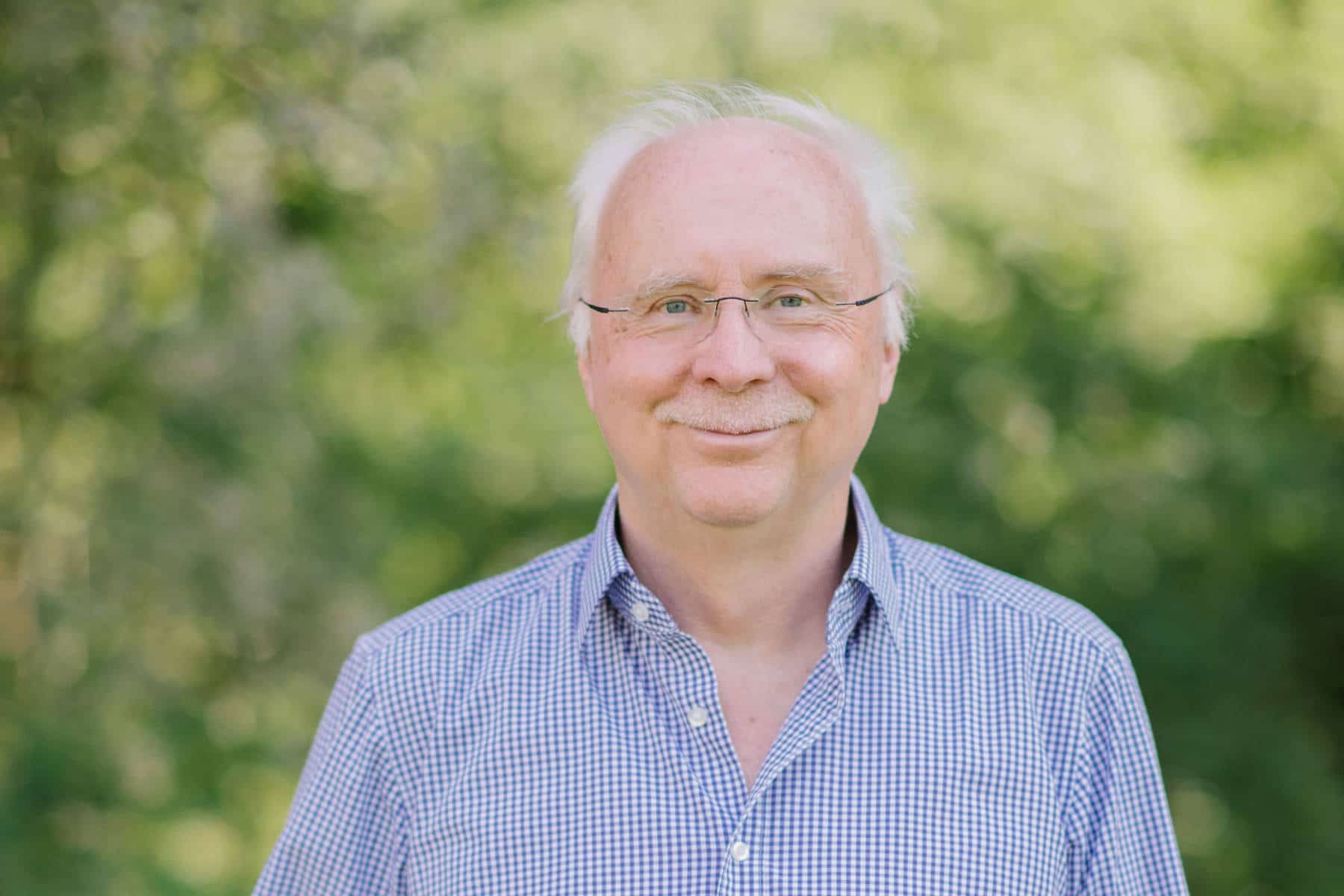
Matthias Augustin

Matthias Siegfried Augustin (* 29. Mai 1950 in Meißen) ist ein deutscher evangelischer Theologe und Unternehmer.

## Leben
Matthias Augustin wurde als Sohn des Justizamtsrates Siegfried Augustin und dessen Frau Edith, geb. Naumann, geboren. In Koblenz absolvierte er 1969 sein Abitur und studierte anschließend Evangelische Theologie, Philosophie und Rhetorik an der KiHO Wuppertal und an der Universität Heidelberg. 1975 Fakultätsexamen in ev. Theologie. 1979–1982 Wissenschaftlicher Mitarbeiter für das Alte Testament an der Universität Osnabrück. 1980 Promotion zum Dr. theol. an der Universität Heidelberg im Fach Altes Testament. 1982–1988 Akademischer Rat für Altes Testament an der Friedrich-Alexander-Universität Erlangen-Nürnberg. In Osnabrück 1985 zum Doktor phil. im Fach Philosophie promoviert, habilitierte er sich 1989 an der Universität Rostock im Fach Altes Testament mit einer Arbeit über den Stamm Simeon. Dort lehrte er zunächst als Privatdozent und seit 1998 bis zu seiner Emeritierung 2015 als apl. Professor für Altes Testament unter besonderer Berücksichtigung des antiken und modernen Judentums sowie der sozio-ökonomischen und politischen Aspekte des modernen Staates Israel.
Er gründete die wissenschaftliche Monographienreihe Beiträge zur Erforschung des Alten Testaments und des Antiken Judentums, die zwischenzeitlich ca. 70 Bände umfasst und die er aktuell zusammen mit Hermann Michael Niemann herausgibt.
1999 fand außerdem seine Ordination zum Pfarrer der evangelisch-lutherischen Kirche Bayerns statt.
1989 gründete er außerdem die Dr. Augustin Studienreisen GmbH, deren Geschäftsführer er ist. Die Firma mit Standorten in Forchheim/Oberfranken, Würzburg und Prag ist vor allem in der Organisation von Studienreisen und Musikreisen sowie Incentives tätig.

## Werke
- Der schöne Mensch im Alten Testament und im hellenistischen Judentum (Frankfurt/Main-Bern-New York 1983)
- Marxistischer Philosoph und Humanist. Milan Machovec und die Bedeutung alttestamentlicher Traditionen in seinem philosophischen Denken (mit einem Essay von Milan Machovec) (Essen 1985)
- Synopse zum Chronistischen Geschichtswerk (zusammen mit Jürgen Kegler) (Frankfurt/Main-Bern-New York-Nancy 1984, 2. erweiterte Auflage 1991)
- Bibelkunde des Alten Testaments. Ein Arbeitsbuch (zusammen mit Jürgen Kegler) (Gütersloh 1987, 2. Auflage 2000)
- Die Simeoniten. Untersuchungen zur Entstehung und Geschichte eines israelitischen Stammes (Habilitationsschrift, 1988)
- Verdis „Nabucco“ und das Alte Testament (Berlin-Bern-Brüssel-New York-Oxford-Warschau-Wien 2022)